# Easy (Commodores)
Easy è un noto brano musicale pop-R&B inciso dai Commodores nel 1977 e pubblicato come singolo estratto dall'album eponimo del gruppo. Autore del brano è l'allora frontman del gruppo Lionel Richie.
Il singolo, pubblicato su etichetta Motown Records, raggiunse il primo posto delle classifiche dei singoli R&B negli Stati Uniti.
Vari artisti hanno inciso una cover del brano.

## Testo
(Easy (1977))
Il protagonista del brano è un uomo che è in procinto di dire alla sua ragazza che sta per lasciarla. E questo perché lui si definisce un ragazzo "semplice" o "facile" (easy), "semplice come una domenica mattina" (easy like sunday morning).
Richie spiegò quest'ultima frase come un riferimento alla propria esperienza personale di ragazzo di provincia.

## Tracce

### 45 giri (1977).[4]
- Easy 3:58
- Can't Let You Tease Me 3:18

### 45 giri maxi/33 giri (1988).[9]
1. Easy 4:08
2. Machine Gun 2:45
3. Brick House 6:11
4. I Feel Sanctified 2:40

## Classifiche
| Classifica        | Posizione massima | Nr. di settimane |
| ----------------- | ----------------- | ---------------- |
| Nuova Zelanda     | 9                 | 21               |
| Paesi Bassi       | 24                | 21               |
| Regno Unito       | 9                 | 10               |
| Stati Uniti (pop) | 4                 |                  |
| Stati Uniti (R&B) | 1                 |                  |

## Cover
Tra gli artisti che hanno inciso o eseguito pubblicamente una cover del brano, figurano (in ordine alfabetico):
- Boys II Men (2007)
- Clarence Carter (1997)
- Faith No More (1992, con il titolo Easy o I'm Easy)[4][6]
- Jimmy Jørgensen con Annika Åkjær
- Jerry Lawson con i Talk of the Town (2010)
- Günther Neefs (2008)
- Lionel Richie con Willie Nelson (2012)
- Little Pink Anderson  (2008)
- Nhan Solo con FML Human Nature
- Sasha
- Jim Verraros (2002)
- Westlife (in: The Love Album, 2006)
- SoundOttanta (2018)

### La cover dei Faith No More
Una cover di successo fu quella incisa nel 1992 dai Faith No More, che inclusero il brano nell'album Angel Dust.
Il singolo raggiunse il primo posto delle classifiche in Australia e il secondo in Norvegia.
Altra incisione in lingua italiana con testo scritto da Alberto Kalo , registrata con voce di Giancarlo Marinangeli con titolo CERCO IL MARE nel 2006

#### Tracce

##### 45 giri.[12]
1. I'm Easy 3:07
2. Das Schützenfest 2:58

#### Classifiche
| Classifica    | Posizione massima | Nr. di settimane |
| ------------- | ----------------- | ---------------- |
| Australia     | 1                 | 19               |
| Belgio        | 3                 | 16               |
| Germania      | 20                | 25               |
| Norvegia      | 2                 | 16               |
| Nuova Zelanda | 6                 | 18               |
| Paesi Bassi   | 10                | 12               |
| Svezia        | 11                | 8                |
| Svizzera      | 9                 | 23               |

## Il brano nel cinema e nelle fiction
- Il brano, nella versione originale dei Commodores, è stato inserito nel film del 2005,  diretto da Malcolm D. Lee, Roll Bounce.[13]
- Il brano è presente nel film Baby Driver con Ansel Elgort
- Il brano è presente nel film Confusi e felici cantato da Orlando Johnson.